# Puig del Calvari
El Puig del Calvari és una muntanya de 173 metres que es troba al municipi d'Ulldecona, a la comarca del Montsià.
El cementiri d'Ulldecona es troba al vessant nord d'aquest turó. Al cim hi ha un santuari inacabat anomenat "el Calvari". Des de l'any 1955 es fa un es fa un viacrucis i la representació a l'aire lliure d'escenes de la Passió de Crist al cim del Puig del Calvari.